# ولفگانگ مایبوهم
ولفگانگ مایبوهم (آلمانی: Wolfgang Maibohm؛ زادهٔ ۱۱ ژوئیهٔ ۱۹۵۱) بازیکن والیبال اهل آلمان شرقی بود.